# 사회주의총기협회
사회주의총기협회(영어: Socialist Rifle Association; SRA)는 미국의 사회주의 성향 총기 이익단체로, “노동계급의 개인적 공동체적 방위를 위한 무장에 필요한 정보를 제공”하는 것을 목표로 삼고 있다. 수정헌법 제2조 총기보유권리를 좌익적 견지에서 옹호한다.
회원은 2020년 기준 1만 여명이다.